# Trimorphodon
Trimorphodon – rodzaj węży z podrodziny Colubrinae w rodzinie połozowatych (Colubridae).

## Zasięg występowania
Rodzaj obejmuje gatunki występujące w Stanach Zjednoczonych, Meksyku, Gwatemali, Salwadorze, Hondurasie, Nikaragui i Kostaryce. 

## Systematyka

### Etymologia
Trimorphodon: gr. τρι tri „trzy”; μορφη morphē „forma, wygląd”; οδους odous, οδοντος odontos „ząb”.

### Podział systematyczny
Do rodzaju należą następujące gatunki: 
- Trimorphodon biscutatus
- Trimorphodon lambda
- Trimorphodon lyrophanes
- Trimorphodon paucimaculatus
- Trimorphodon quadruplex
- Trimorphodon tau
- Trimorphodon vilkinsonii